# Małka Malowica
Małka Malowica (bułg. Малка Мальовица) – szczyt pasma górskiego Riła, w Bułgarii, o wysokości 2698 m n.p.m.